# Xylan

Một trong số những cấu trúc phân tử của xylan

Xylan (CAS number: 9014-63-5) là một nhóm hemixenluloza tồn tại trong vách tế bào thực vật và một số loài tảo.
Xylan là các loại polysaccharide bao hàm các đơn phân là xyloza (một loại đường pentoza), cụ thể là các loại β-D-xyloza nới với nhau.
.
Xylan là loại hemixenluloza phổ biến nhất trong tự nhiên và là polyme sinh học phổ biến thứ hai, đứng sau xenluloza. Nó cũng là polisaccarit phổ biến thứ hai trong các cây thân gỗ hai lá mầm, chiếm thành phần chính trong hemixenluloza ở các cây gỗ cứng và cũng chiếm tỉ trọng lớn trong các cây thường niên. Nó chiếm 30% thành phần của vách tế bào và 25-35% trong nguyên liệu có nguồn gốc xenluloza gỗ (lignoxenluloza). Sự hiện diện của xylan giúp vách tế bào khó bị phân giải bởi các enzim, và chính vì vậy nó đem lại nhiều khó khăn trong công đoạn tẩy trắng bột giấy làm từ gỗ.
Trong gỗ cứng xylan chiếm 10 - 35 % hemixenluloza và trong gỗ mềm là 10 - 15 %. Thành phần xylan chủ yếu trong gỗ cứng là O-axetyl-4-O-metylglucuronoxylan và trong gỗ mềm là arabino-4-O-metylglucuronoxylan. Nhìn chung so với gỗ cứng thì xylan trong gỗ mềm thiếu nhóm axetyl và có nhóm arabinoza kết nối bởi liên kết α-(1,3)-glycosidic vào mạch chính của xylan.
Một số nguồn xylan có tiềm năng cao dùng trong các hoạt động sản xuất của con người có thể kể như rơm rạ, lúa miến, mía, thân cây và lõi (cùi) bắp, vỏ trấu, phụ phẩm của quá trình nghiền bột giấy.
Một số tảo lục như tảo hình ống cũng chứa xylan, xylan thay thế cho xenluloza. Một số tảo đỏ như Porphyra tenera cũng dùng xylan thay thế xenluloza ở vách tế bào.
Xylan là một nhân tố kháng dinh dưỡng đối với các động vật một dạ dày (ví dụ người). Nó làm tăng độ nhớt của thức ăn, cản trở quá trình tiêu hóa các thành phần khác và làm giảm mức độ hấp thu dinh dưỡng. Vì lý do này mà người ta đã xử lý các thức ăn cho vật nuôi bằng enzim xylanaza để thủy giải xylan, giúp cho thức ăn dễ tiêu hóa hơn.
Xylooligosaccarit sản xuất từ xylan được xem là "thực phẩm chức năng" có vai trò tương tự chất xơ. Một số enzim chiết xuất từ nấm xúc tác cho quá trình chuyển đổi xylan thành xylooligosaccarit-DP-3 đến 7).